# Bernhard Fränkel

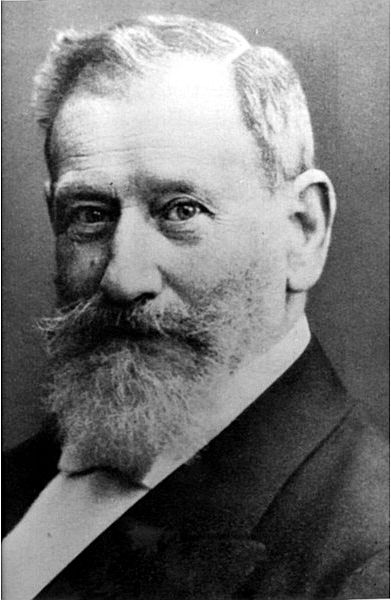
Bernhard Fränkel

Bernhard Fränkel (* 17. November 1836 in Elberfeld; † 11. November 1911 in Berlin) war ein deutscher HNO-Arzt und Hochschullehrer.

## Leben
Seine Eltern waren Jeanette Bock und der in Bonn geborene Chirurg Wolfgang Bernhard Fränkel (1795–1851).
Bernhard Fränkel studierte nach seinem Abitur am Gymnasium seiner Heimatstadt 1855 an der Julius-Maximilians-Universität Würzburg und der Friedrich-Wilhelms-Universität Berlin. 1856 wurde er Mitglied des Corps Nassovia Würzburg und des Corps Neoborussia Berlin. Am 16. Juli 1859 bestand er sein medizinisches Examen und am 23. Mai 1860 wurde er in Berlin promoviert. Schon als Medizinstudent hatte er das Glück, sich zu den Schülern von Johannes Peter Müller, Ludwig Traube, Bernhard von Langenbeck und Rudolf Virchow zu zählen. Nach seinem Abschluss arbeitete er für eine gewisse Zeit am pathologischen Institut unter Virchow. Hiernach war er zunächst als praktischer Arzt von 1871 bis 1875 am Kaiserin-Augusta-Hospital und dann als Privatdozent in Berlin tätig.
1887 übernahm er als Professor die Direktion der von ihm begründeten Universitäts-Poliklinik für Hals- und Nasenkranke, genauer in diesem Jahre wurde an der Friedrich-Wilhelms-Universität Berlin ein eigenständiges poliklinisches Institut für Laryngologie und Rhinologie in den Räumen des Mietshauses Luisenstraße 59 eingerichtet, dessen Leitung man Bernhard Fränkel übertrug. 1893 wurde er zum Direktor der neugegründeten Klinik für Hals- und Nasenkranke (Laryngologie und Rhinologie) in der Kgl. Preußischen Charité ernannt. Das poliklinische Institut fand reichlich Zuspruch, so dass man im Jahre 1888 auf Errichtung einer eigenen Klinik drängte. Die medizinische Fakultät jedoch lehnte dieses Ansinnen noch im gleichen Jahr ab. Es war auch das Jahr in dem Friedrich III., nach kontroversem Streit der behandelnden Ärzteschaft über das geeignete therapeutische Vorgehen, an den Folgen seines Kehlkopfkarzinoms verstarb.
Er war Geh. Medizinalrat und Honorarprofessor. Von 1871 bis 1875 war er dirigierender Arzt des Kaiserin-Augusta-Hospitals und von 1879 bis 1888 Lehrer der Krankenwärterschule der Charité. Am 29. Mai 1911 schlug Fränkel den Oto-Rhino-Laryngologen Gustav Killian zu seinem Nachfolger vor.
Sein Interesse für ärztliche Standesangelegenheiten bekundete sich in einer Reihe von Aufsätzen und in der Mitbegründung des Deutschen Aerzte-Vereinsverbandes. Fraenkel war 25 Jahre lang geschäftsführender Schriftführer der Berliner Medizinischen Gesellschaft.
Er war Herausgeber der Zeitschrift für Tuberkulose und Heilstättenwesen und des Archivs für Laryngologie und Rhinologie. Ferner entwickelte eine Reihe von medizinischen Instrumenten.
Bernhard Fränkel starb, nur sechs Tage vor seinem 75. Geburtstag, am 11. November 1911 in Berlin. Beigesetzt wurde er am 15. November neben seiner zuvor verstorbenen Gattin auf dem Dorotheenstädtischen Friedhof an der Chausseestraße. Das Grab von Bernhard Fränkel ist nicht erhalten.

## Werke
- Allgemeine Diagnostik und Therapie der Krankheiten der Nase. In: Ziemssens Handbuch der speciellen Pathologie und Therapie", Bd. 4, 2. Aufl., Leipzig (1879)
- Scrophulose und Tuberkulose. In: Gerhardts Handbuch der Kinderkrankheiten, (1878)
- Gefrierschnitte zur Anatomie der Nasenhöhle (1891)
- Untersuchungsmethoden des Kehlkopfes und der Luftröhre. In: Heymanns Handbuch für Laryngologie und Rhinologie (1897)
- Der Kehlkopfkrebs (1889)
- Beiträge zu Albert Eulenburgs Real-Encyclopädie der gesammten Heilkunde. Erste Auflage.
  - Band 1 (1880) (Digitalisat), S. 318–328: Angina
  - Band 3 (1880) (Digitalisat), S. 529–537: Croup
  - Band 11 (1882) (Digitalisat), S. 498–502: Rhinoscopie
  - Band 12 (1882) (Digitalisat), S. 193–220: Schlundkopf
  - Band 15 (1883) (Digitalisat), S. 261–264 (Nachträge): Uvula
- Zweite Auflage.
  - Band 1 (1885) (Digitalisat), S. 452–468: Angina pectoris